# 15e brigade d'artillerie de reconnaissance
Pour les articles homonymes, voir 15e brigade.
La 15e brigade de reconnaissance d'artillerie (en ukrainien : 15-та окрема бригада артилерійської розвідки, abrégé en 15 ОБрАР ; numéro d'unité militaire A1108) est une grande unité des troupes d'artillerie des Forces terrestres ukrainiennes.
Basée en temps de paix à Drohobytch, elle est spécialisée dans l'acquisition de cibles à haute valeur, puis leur frappe ; elle dépend directement de l'état-major général.

## Historique
La filiation de l'unité remonte au 98e régiment de mortiers de la Garde, formé à Moscou le 6 août 1942, qui a participé à la Seconde Guerre mondiale au sein de la 60e armée soviétique : après la bataille de Koursk, elle a contribué à la reprise de Kiev (d'où le titre honorifique «Київська»), de Lvov, de Chepetivka et de Ternopol. En 1948, l'unité sert à la formation de la 13e brigade de lance-roquettes de la Garde au sein de la 26e division d'artillerie, casernée à Drohobytch. En 1961, la brigade est transformée en 904e régiment de lance-roquettes de la Garde, équipée de lance-roquettes multiples BM-21 Grad. Elle est renommée en décembre 1989 337e brigade de lance-roquettes de la Garde et rééquipée en BM-30 Smertch.
Le 19 janvier 1992, ses hommes prêtent leur serment d'allégeance à l'Ukraine, passant ainsi de l'Armée soviétique à l'Armée de terre ukrainienne, conservant son numéro et son titre (en ukrainien : 337-ма реактивна артилерійська бригада, littéralement d'« artillerie à réaction »). Elle est transformée le 20 août 2003 en 15e régiment de lance-roquettes (15-й полк реактивної артилерії). 

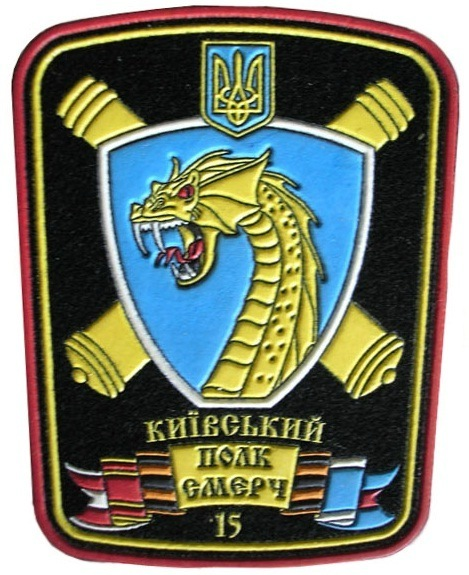
Insigne de l'ancien de lance-roquettes : une tête de dragon sur fond de canons croisés, surmontée par les armoiries de l'Ukraine, avec dessous les rubans de la Garde, ainsi que des ordres du Drapeau rouge, de Lénine, de Bogdan Khmelnitski et d'Alexandre Nevski.

En avril 2014, des détachements sont envoyés dans l'oblast de Louhansk pour participer à la guerre du Donbass. En novembre 2015, les titres honorifiques hérités de la période soviétique sont retirés du nom du régiment, dans le cadre de la décommunisation.
Lors de l'Invasion de l'Ukraine par la Russie elle est reformée en brigade[source insuffisante]. Le « renseignement d'artillerie » (артилері́йська ро́звідка) désigne l'acquisition de cibles avant une frappe, par observation optique, radar, radiotechniques ou sonores : les cibles prioritaires chez l'adversaire sont ses postes de commandement, ses systèmes radars et son artillerie (tir de contrebatterie). La brigade a reçu notamment des radars de contrebatterie MAMBA ARTHUR (livrés par les Britanniques) et des lance-roquettes multiples M142 HIMARS (livrés par les Américains). Elle est engagée dans l'offensive de Kharkiv (septembre 2022), puis dans la bataille de Bakhmout. En septembre 2023, la brigade a trois détachements localisés, un peu en arrière du front : un premier à l'est-nord-est de Kharkiv (face à l'oblast de Belgorod et à proximité de l'Oskil), un deuxième au nord de Vouhledar (entre Velyka Novossilka et Donetsk) et une troisième au sud de Mykolaïv (face à la péninsule de Kinbourn, de l'autre côté du Dniepr).